# Tierra y Libertad
Tierra y Libertad va ser un diari anarquista que va destacar entre tota la varietat d'aquest tipus de premsa que ha recorregut la península Ibèrica per la seva persistència, longevitat i contrapunt creatiu. Tant és així, que va arribar a convertir-se en l'òrgan oficiós dels grups anarquistes de l'estat espanyol, especialment des que la Federació Anarquista Ibèrica (FAI) va adoptar la publicació com a instrument de propaganda i principal capçalera del moviment organitzat espanyol el 1930.

## Orígens de la publicació
El 1888, al barri barceloní de Gràcia, es va editar per primera vegada el diari anarquista Tierra y Libertad. El nom va ser agafat del moviment populista rus Zemlia i Volia en la seva lluita contra el sistema polític i econòmic tsarista i el seu desig fervent de llibertat i justícia per al poble rus. Dirigit per Sebastià Suñé i amb la col·laboració dels seus dos principals redactors, Emilio Hugas i Martín Borras Javè, la publicació, de contingut clarament anarco-comunista, va començar amb una periodicitat quinzenal durant un any, arribant a editar 23 exemplars, entre el 2 juny de 1888 i el 6 de juliol de 1889. Encara que aquesta primera etapa va ser breu, va servir de base per interrelacionar els grups d'afinitat anarquista que començaven a formar-se a tot el país. Posteriorment va aparèixer a Madrid una altra capçalera denominada Tierra y Libertad, molt lligada a la feina de propaganda anarquista que desenvolupava la família Urales.

## Etapes de la publicació
Sense continuïtat aparent amb el diari anterior de Madrid, a partir del 20 de maig de 1899 la publicació va reaparèixer com a suplement de La Revista Blanca, convertint-se en setmanari independent i amb el seu títol definitiu dos anys després. Durant aquest període va estar dirigit per Federico Urales, González Solà i Saavedra, i hi van col·laborar personatges com Rafael Urbano, Pahissa, Rodríguez Romero, Elisée Reclus, Charles Malato, etc.
Encara que va ser editat com a setmanari, des d'agost del 1903 fins a finals d'aquest mateix any, Tierra y Libertad es va convertir temporalment en diari. Diversos inconvenients van portar a traspassar als grups anarquistes madrilenys la capçalera de Tierra y Libertad constituint-se a l'efecte el grup anarquista 4 de maig de Madrid, que va ésser capaç de trobar diversos grups perquè prestessin suport a la publicació. De la mateixa manera va succeir a Barcelona, on es va constituir un altre grup anarquista amb el mateix nom de 4 de maig que també passaria a formar part de la redacció del diari.
La repressió que s'exercia a Madrid en 1906 sobre la redacció de Tierra y Libertad i sobre els mateixos grups anarquistes va provocar que la capçalera tornés un altre cop a Barcelona, on el grup 4 de maig se’n va fer càrrec. De totes maneres, la consolidació del diari en la ciutat catalana no va ser fàcil degut als problemes de finançament, que el van portar a interrompre'n la publicació en diverses ocasions. Així mateix, els successos i la revolta que va suposar la Setmana Tràgica en diverses ciutats de Barcelona el 1909 van portar a la il·legalització del diari barceloní i a la repressió brutal cap als propagandistes i redactors anarquistes.
Serà en l'etapa que va del 24 de febrer de 1910 al 15 de gener de 1919 quan Tierra y Libertad va aconseguir estendre el seu missatge de llibertat per bona part de la península Ibèrica, convertint-se en la veu més reconeguda del pensament anarquista d'aquells moments. Malgrat haver aconseguit arribar a la seva etapa més esplendorosa, el 1919 la publicació va quedar suprimida, i no va ser fins al 1923 que va reaparèixer novament. La dictadura de Primo de Rivera, però, va suprimir un altre cop el diari. Durant aquest últim període, la publicació va estar dirigida per diverses persones com Herreros, Cardenal, Basón, i Soledad Gustavo. Alguns dels principals redactors que van col·laborar en l'èxit del diari van ser Víctor García, Evelio Boal, Eduardo Gilimón, Federico Urales, Fernando Tarrida del Mármol, Anselmo Lorenzo, Fermín Salvochea Álvarez, etc.

## Òrgan de la FAI
El 1930, Tierra y Libertad va tornar a sortir com a setmanari editat per la Federació Anarquista Ibèrica (FAI) a València. Durant aquest període, la publicació va ser suspesa i rellançada molt cops per la persecució governamental.
L'abril del 1931, Tierra y Libertad va incloure el subtítol d'Órgano de la revolución social de España. Entre els seus continguts es trobaven articles d'opinió, d'actualitat... així com informació d'actes i publicacions de temàtica llibertària. La publicació, com la totalitat de les publicacions àcrates, era autogestionada per la FAI, que es negava a rebre subvencions de l'Estat o institucions.
Durant la dècada dels anys 30, Tierra y Libertad va esdevenir un dels diaris més llegits i de major tirada a Espanya. La seva transcendència va ser tal que va arribar a una tirada de 30.000 exemplars, la major per a un òrgan de premsa política. Alguns dels principals pensadors anarquistes del segle xx van participar en els articles i textos de la publicació, tals com Federica Montseny, Piotr Kropotkin, Rudolf Rocker, Francisco Ascaso, Luigi Fabbri, Joan García Oliver, Max Nettlau, etc.
Durant els anys de la Revolució Espanyola, va ser l'únic període en què la publicació va sortir més regularment com a diari sota la direcció de Felipe Aláiz de Pablo. En aquest període, el diari va incloure informació del front (fotografies, reportatges, episodis bèl·lics) i de les activitats de rereguarda referents a organització, solidaritat, serveis mèdics, etc., així com informació de la situació política als diversos països, principalment l'URSS. Els articles de tipus teòric tractaven temes referents a la posició anarquista davant la guerra i la revolució, als organismes governamentals i sindicals...
Va deixar de sortir un cop finalitzada la guerra civil.

## La publicació a la clandestinitat i l'exili
El diari va sortir de forma clandestina entre 1946 i 1949 a Madrid i Barcelona, sense una periodicitat fixa, servint com a vehicle d'esperança per al moviment llibertari. Paral·lelament, a Mèxic, els exiliats anarquistes espanyols van publicar un diari mensual amb idèntica capçalera com un crit a tots els defraudats per la Revolució Mexicana que, sota el lema de ¡Tierra y Libertad! es van alçar contra l'opressió. Durant aquest període, va totalitzar més de 400 números, sota la direcció d'homes com Hermilo Alonso, Marcos Alcón, Marcos Rojas, etc., i col·laboradors com Manual Villar i José Alberola.
A Espanya, el 1977, amb la reorganització llibertària després de la mort de Franco, els grups de la FAI van decidir tornar a editar Tierra y Libertad mensualment.

## Aspectes ideològics i tècnics
Ideològicament, Tierra y Libertad va anar assumint el paper de depositari de l'ortodòxia anarquista. Va esdevenir la plataforma de suport i estímul a la creació de diferents federacions anarquistes regionals, a les que va prestar en tot moment una exhaustiva cobertura informativa. Va ser un gran defensor del sindicalisme llibertari i del suport de totes aquelles iniciatives i vagues que suposaven un avenç en el camí de l'alliberació dels treballadors i en l'estructuració organitzada del sindicalisme per lluitar, a través de la revolució social, cap a una societat anàrquica. Amb un to agressiu i anticlerical, poc informatiu i molt opinatiu, el diari va esdevenir la principal capçalera de l'anarquisme ibèric.
Quant als aspectes tècnics, Tierra y Libertad destaca pel seu aspecte excessivament modest amb un format foli de 4 pàgines a 4 columnes, i amb poques il·lustracions.

## Continguts
Alguns dels seus principals continguts van ser:
- La tasca revolucionària de la dona
- Biografies de personatges afiliats a l'anarquisme
- Secció informativo-crítica sobre temes d'actualitat
- Assajos literaris sobre qüestions bèl·liques o revolucionàries, i culturals (art, cinema, ensenyança)
- Reproducció d'articles d'altres publicacions
- Poemes, dibuixos, caricatures, acudits i fotografies
- Entrevistes, enquestes, anècdotes i reportatges a treballadors
- Articles de temàtica econòmica, política general i internacional, temes de valoració històrica...
- Comentaris a escrits anarquistes

Actualment, la col·lecció de Tierra y Libertad (1904 – 1923) està digitalitzada i pot ser consultada a través d'Internet a la web www.cedall.org.

## Directors
A Espanya:
- Sebastián Suñé (Orígens)
- Joan Montseny i Carret (Primera etapa del diari)
- González Solà (Primera etapa del diari)
- Saavedra (Primera etapa del diari)
- Tomás Herreros Miguel (Època de màxima expansió)
- Francisco Cardenal Ugarte (Època de màxima expansió)
- Basón (Època de màxima expansió)
- Teresa Mañé i Miravet (Època de màxima expansió)
- Felipe Aláiz de Pablo (Revolució espanyola)

A Mèxic:
- Hermilo Alonso
- Marcos Alcón
- Marcos Rojas

## Redactors i col·laboradors
- Rafael Urbano
- Pahissa
- Rodríguez Romero
- Eliseo Reclus
- Carlos Malato
- Víctor García
- Evelio Boal
- Eduardo Gilimón
- Federico Urales
- Fernando Tarrida del Mármol
- Anselmo Lorenzo
- Fermín Salvochea
- Federica Montseny
- Francisco Ascaso
- Luigi Fabbri
- Juan García Oliver
- Max Nettlau

## Webgrafia
- http://www.memorialibertaria.org/valladolid/spip.php?article166%5BEnllaç+no+actiu%5D
- http://www.nodo50.org/tierraylibertad/ Arxivat 2021-01-26 a Wayback Machine.